# Shichigahama
Shichigahama (七ヶ浜町, Shichigahama-machi) é uma cidade japonesa localizada na província de Miyagi.
Em 2020, a cidade tinha uma população estimada em 18.447 habitantes em 6.681 residências e uma densidade populacional de 1400 habitantes por km². A área total da cidade é de 13,19 km².

## Geografia
A cidade de Shichigahama está localizada em uma península no meio da província de Miyagi, entre as cidades de Tagajō a oeste e Shiogama à nordeste, e entre as cidades de Sendai e Matsushima . Shichigahama é a menor cidade de toda a região de Tōhoku.
O nome Shichigahama significa literalmente "sete praias". O nome vem das sete aldeias costeiras que originalmente se combinaram para formar a cidade. As sete praias de Shichigahama são: Minatohama (湊 浜), Matsugahama (松 ヶ 浜), Shobutahama (菖蒲 田 浜), Hanabuchihama (花 渕 浜), Yoshidahama (吉田 浜), Yokasakihama (代 ヶ 崎 浜) e Toguhama (東宮 浜) . Além das sete praias, diversos bairros localizados no interior da península abrigam grande parte da população. Eles se dividiram em bairros mais antigos: Yogai (要害) e Toyama (遠山), que ficam perto da fronteira com Tagajo e Shiogama, e bairros mais novos, Shiomidai (汐 見 台) e Shiomidai Minami (汐 見 台南), que foram construídos no final século XX.

## Municípios vizinhos

### Prefeitura de Miyagi
- Sendai
- Tagajō
- Shiogama

## Clima
Shichigahama tem um clima úmido (classificação climática de Köppen Cfa) caracterizado por verões amenos e invernos frios. A temperatura média anual em Shichigahama é 12.1 °C. A precipitação média anual é de 1217mm sendo setembro o mês mais chuvoso. A temperatura média do mês de Agosto, o mês mais quente do ano, é de 24,6.°C, e o menor em janeiro, em torno de 0,9 °C.

## Demografia
De acordo com os dados do censo japonês, a população de Shichigahama diminuiu gradualmente nos últimos 20 anos.

## História
A área da atual Shichigahama fazia parte da antiga província de Mutsu e foi colonizada pelo menos desde o período Jōmon da pré-história japonesa. Um dos maiores sambaquis descobertos no Japão está localizado no Museu de História Shichigahama Jōmon (Daigigakoikaizuka). Com o estabelecimento de Tagajō no período Nara, Shichigahama fazia parte da região central da área de colonização Yamato. Durante esse tempo, Shichigahama foi responsável por fornecer uma grande quantidade de produtos marinhos para a capital vizinha. Durante o período Sengoku, a área foi reivindicada por vários clãs de samurais antes de ficar sob o controle do clã Date do Domínio de Sendai durante o período Edo, sob o shogunato Tokugawa .
A Shichigahama moderna desenvolveu-se como os sete assentamentos costeiros que agora dão à cidade seu nome e a vila de Shichigahama foi oficialmente estabelecida em 1889 com o estabelecimento da restauração Meiji do sistema municipal moderno. A vila foi elevada à categoria de cidade em 1º de janeiro de 1959. A população cresceu de forma constante, com os bairros de Shiomidai e Shiomidai Minami sendo desenvolvidos no final do século 20, para um pico de população de 21.131 pessoas em 2000.

## Terremoto e tsunami de Tohoku em 2011

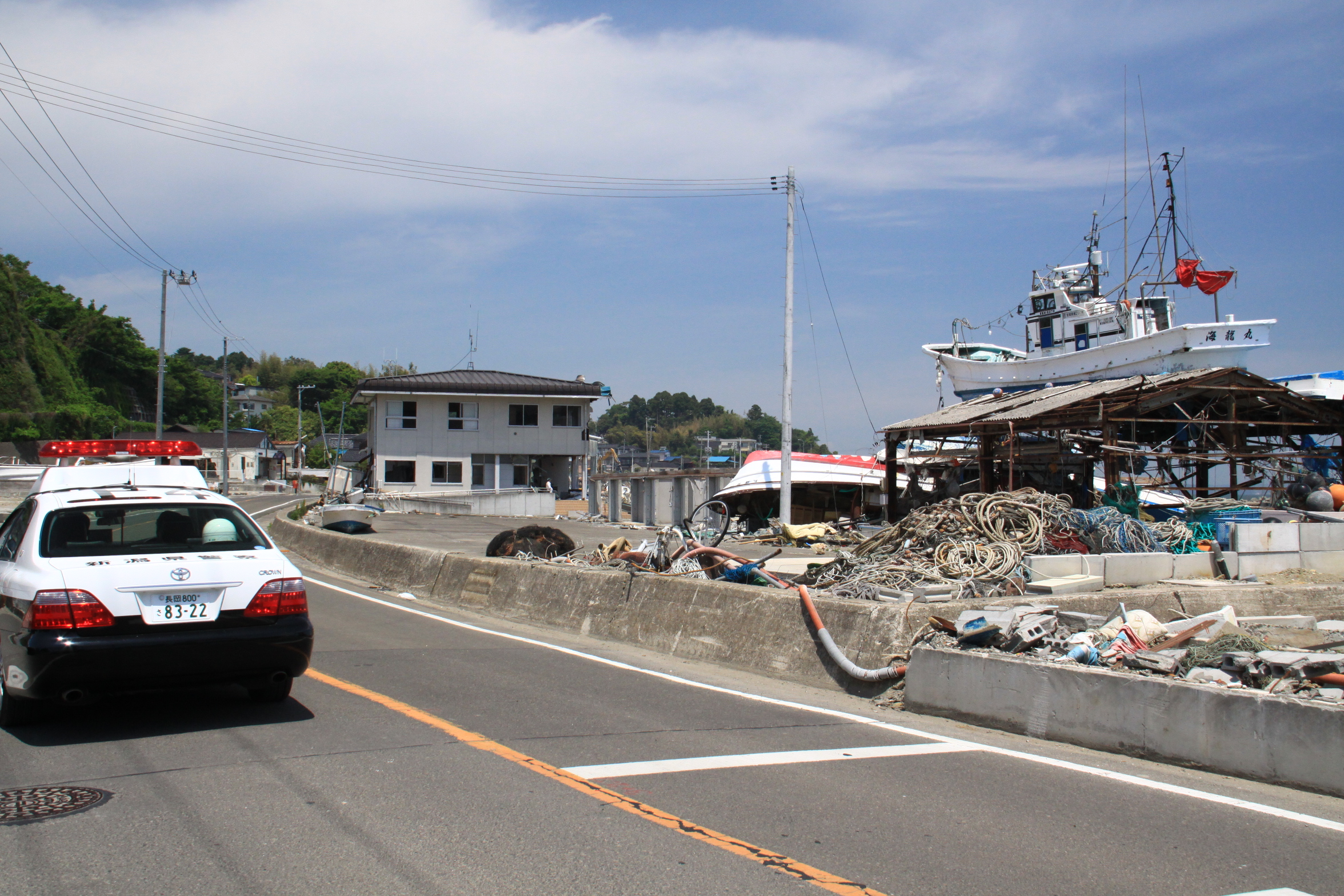
Barco de pesca lançado sobre um telhado pelo tsunami em Shichigahama.

Em 11 de março de 2011 às 2:46pm hora local, a cidade foi gravemente atingida e danificada pelo tsunami causado pelo terremoto e tsunami de Tohoku em 2011. O tsunami tinha uma altura estimada em 10 metros quando atingiu a cidade, destruindo a maioria das casas em Shobutahama e Hanabuchihama, além de levar ou danificar gravemente muitas casas e edifícios em outros bairros costeiros. Os dados oficiais da cidade estimam que mais de 1.000 casas foram destruídas ou danificadas. A onda passou por mais de 2 km rumo ao interior, inundando os campos e fazendas em frente à Koyo Junior High School e Shiomidai, espalhando os destroços das casas de Shobutahama. Aproximadamente, 95% dos campos de arroz da cidade também foram inundados com a água do mar.

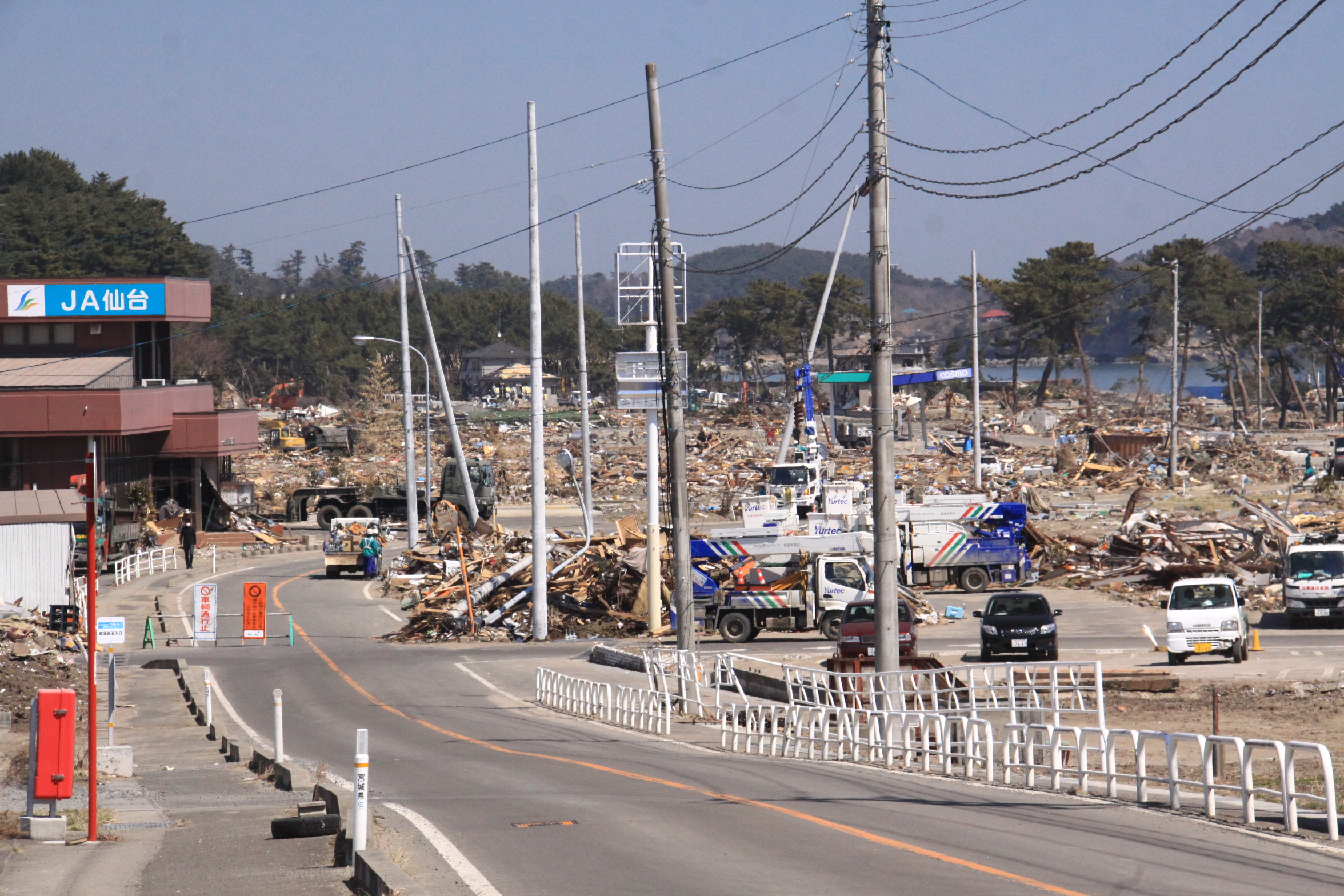
Destroços e escombros nas proximidades da praia de Shobutahama.

Foi confirmado que noventa habitantes da cidade de Shichigahama morreram no tsunami, 58 em Shichigahama e 32 em outros locais, 6 habitantes da cidade ainda estavam desaparecidos e 7 pessoas de fora da cidade foram confirmadas como mortas em Shichigahama. Linhas de energia, água e gás natural foram danificadas e muitas estradas ficaram intransitáveis por dias e semanas, exceto para trabalhadores de resgate e forças de autodefesa. Durante este tempo, a ajuda foi entregue à cidade por agências humanitárias. As condições variaram consideravelmente entre os centros devido a dificuldades de logística e organização pós-desastre.
Mais de 4.000 pessoas foram inicialmente evacuadas para treze centros de evacuação. Os moradores puderam retornar para suas casas aos poucos, encontrando acomodações alternativas para alugar ou se mudar para as casas de familiares, deixando 715 pessoas em três abrigos em 27 de abril e 229 pessoas em dois abrigos (Kokusaimura e o Centro Comunitário) em 3 de junho. Em meados de junho, todos haviam saído dos centros de evacuação para acomodações alternativas existentes ou moradias temporárias fornecidas pela cidade.

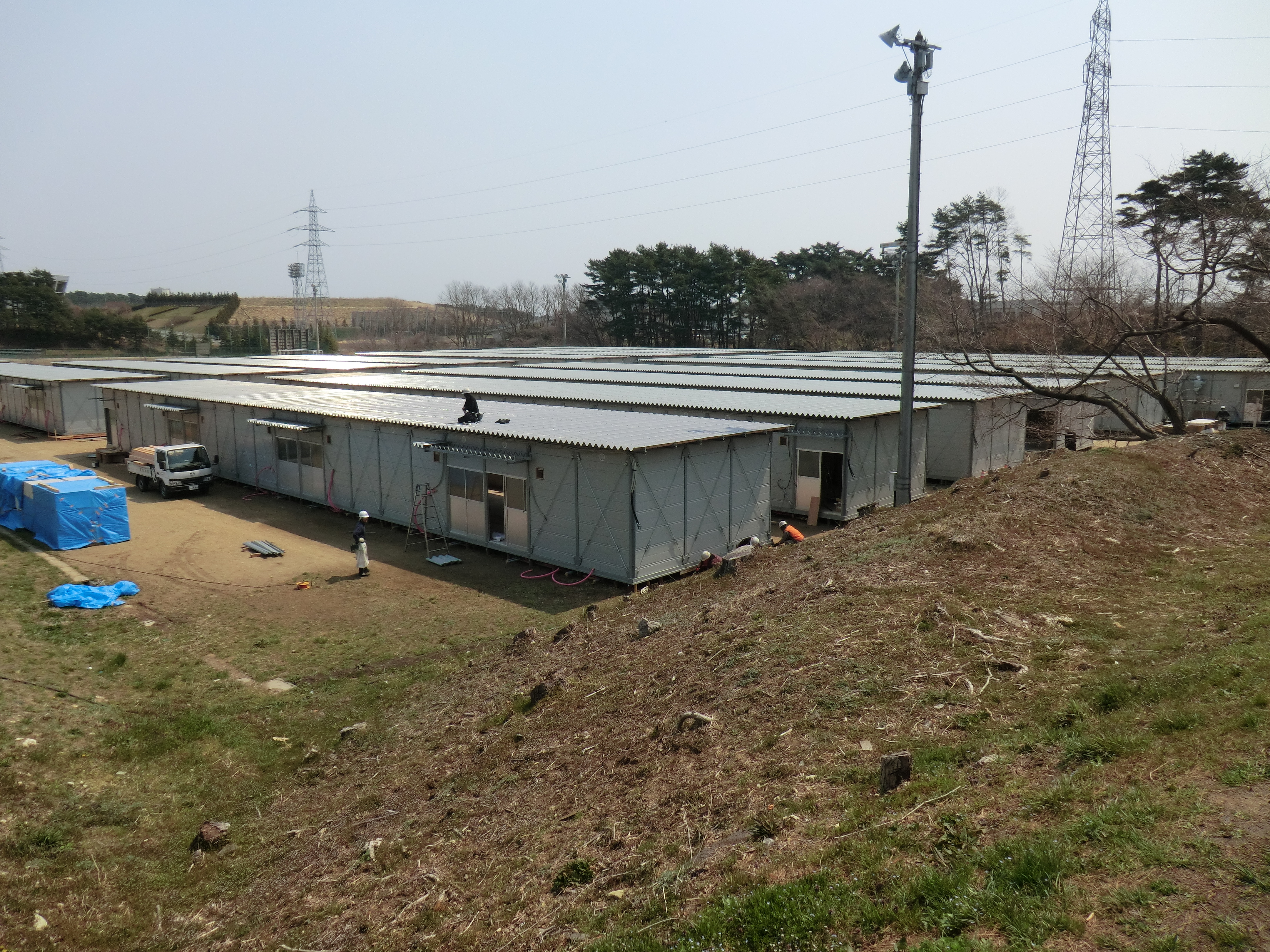
Abrigos temporários em Shichigahama

Assim que todas as atividades de resgate e dos socorristas na cidade  foram concluídas, os esforços de socorro e de reconstrução começaram. Moradias temporárias foram construídas para 877 pessoas em dois locais: Shichigahama Sports Fields (151 casas, abrigando 569 pessoas) e Shichigahama Junior High School Baseball Fields (106 casas, abrigando 308 pessoas). As casas temporárias pré-fabricadas foram inicialmente planejadas para 2–3 anos, embora grande parte delas permaneceram em uso em 2014 devido ao lento progresso na reconstrução. A Força de Autodefesa Japonesa, que foi fundamental nas atividades iniciais de resgate e de socorro, continuou a fornecer amplo apoio à cidade, ajudando no preparo e fornecimento de comida nos centros de evacuação, disponibilizando instalações temporárias de banho, além de ajudar na limpeza e remoção dos escombros. Um centro voluntário também foi estabelecido no centro comunitário da cidade, operado por voluntários e ONGs, com o objetivo de coordenar as ações e atividades voluntárias, realizando uma série de tarefas como coleta e limpeza de fotos recuperadas dos destroços, entrega de itens doados para as casas temporárias e remoção do entulho dos locais onde estavam as casas.

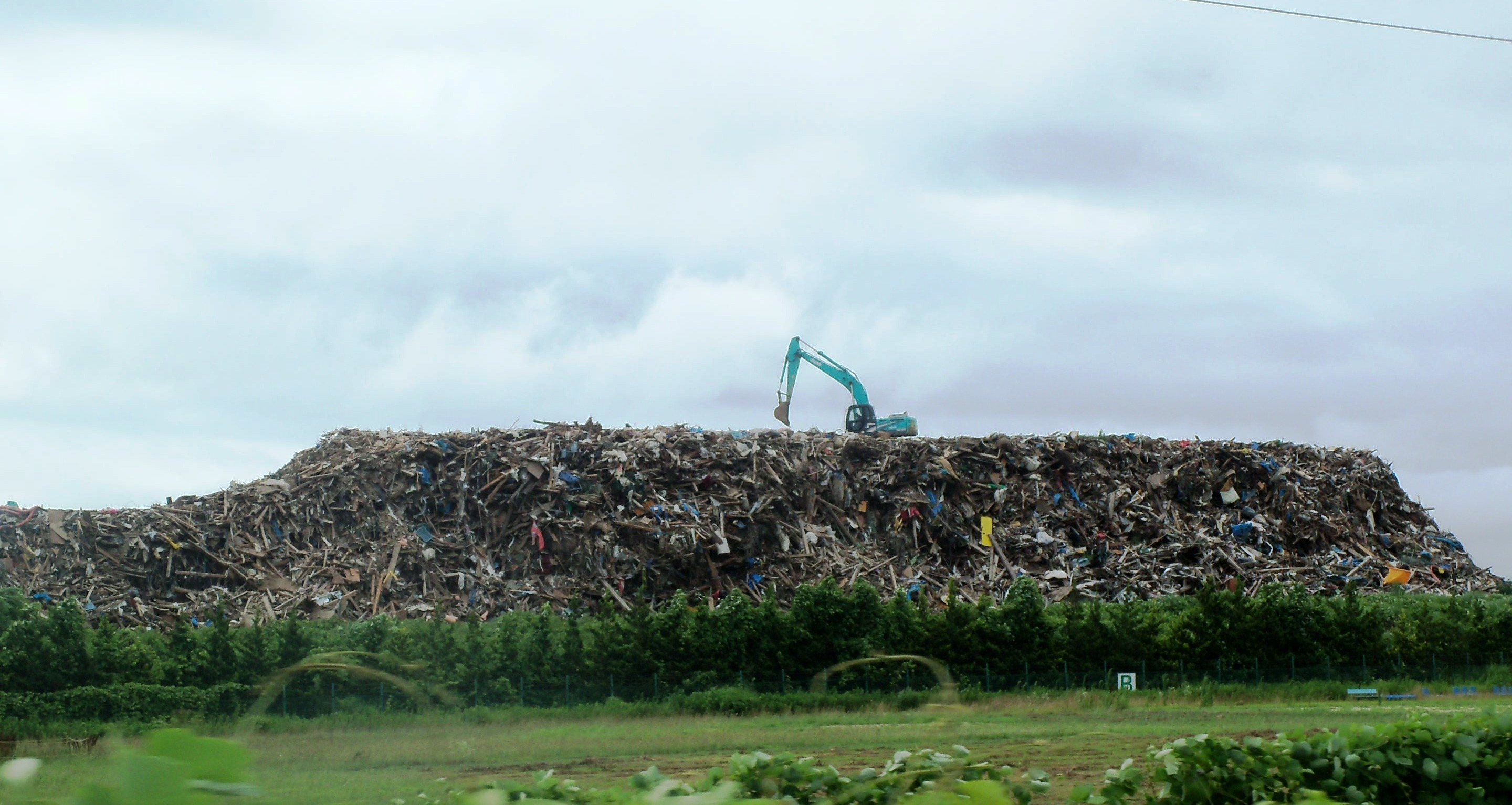
Escombros das edificações destruídas pelo tsunami em Shichigahama

As relações nacionais e internacionais de Shichigahama também forneceram apoio e ajuda. A cidade irmã de Plymouth, Massachusetts, organizou uma série de eventos para arrecadação de fundos obtidos por uma maratona de três horas que arrecadou mais de US$ 85.000. A cidade irmã de Asahi, enviou dezenas de voluntários via ônibus todos os dias para se juntar às atividades do centro de voluntários.
A escola Shichigahama Junior High School também foi seriamente danificada pelo terremoto e foi fechada devido aos danos estruturais. Os alunos e funcionários foram temporariamente realocados para a escola Koyo Junior High School, onde as duas escolas compartilharam as instalações até que edifícios pré-fabricados pudessem ser adquiridos e instalados em um local da Shichigahama Junior High School. O antigo prédio da Shichigahama Junior High School foi demolido (com exceção do ginásio) e a construção de um novo prédio começou em 2013.
Em memória aos 10 anos do terremoto e do tsunami em 2021, a cidade de Shichigahama lançou o vídeo de uma animação de 20 minutos com o título Shichigahama de Mitsuketa (Eu Encontrei em Shichigahama, em tradução livre), que foi disponibilizado diretamente no YouTube. Com produção do estúdio Jichitai Anime, o especial traz as lições aprendidas no últimos 10 anos. O elenco principal conta com Ayaka Nanase (Rikka Isurugi no filme BLACK FOX), Noriko Hidaka (Minami Asakura em TOUCH e MIX),  Mark Ishii (Lev Haiba em Haikyu), Minami Kurisaka e Shiori Tamada, além dos funcionários da prefeitura que emprestam suas vozes como figurantes.

## Governo
Shichigahama tem uma forma de governo de conselho municipal com um prefeito eleito diretamente e um conselho municipal unicameral de 14 membros. Shichigahama, como parte do Distrito de Miyagi, contribui com um assento para a legislatura da Prefeitura de Miyagi. Em termos de política nacional, a cidade faz parte do 5º distrito de Miyagi da Câmara Baixa da Dieta Japonesa.

## Economia
A economia de Shichigahama é amplamente baseada na pesca comercial e no turismo sazonal.
Tradicionalmente, Shichigahama era uma economia impulsionada pelo oceano, com grande parte da população trabalhando na pesca, na produção de algas e também no cultivo de arroz. Esse padrão mudou significativamente nos últimos anos, com os residentes mais jovens se deslocando cada vez mais para trabalhos de manufatura e serviços fora de Shichigahama. Uma pesquisa em 2000 indicou que os residentes trabalhadores trabalhavam nos seguintes setores da indústria:
- Indústria primária (agricultura, pesca, recursos) - 525 pessoas
- Indústria secundária (manufatura, produção) - 3.392 pessoas
- Indústria Terciária (Vendas, Serviços) - 6.386 pessoas

### Turismo sazonal
A cidade é bem conhecida na região por suas praias, e Shobutahama é um local popular para passeios diurnos de verão para pessoas de toda a região de Miyagi. Durante a temporada de verão, um punhado de "Umi no ie" (海 の 家) ou "casas de mar" são temporariamente construídas na praia, vendendo bebidas e brinquedos de praia. Azukihama (小豆 浜) em Hanabuchihama (花 渕 浜), é frequentado quase o ano todo pela comunidade surfista em Miyagi e no norte do Japão.

### Agricultura e Pesca
A indústria de pesca comercial está amplamente localizada em Hanabuchihama, com um porto, barcos e serviços relacionados localizados lá. A maioria das terras agrícolas em Shichigahama é propriedade de uma família. Os membros da família têm outras funções principais, além do cultivo de arroz, o que faz com que grande parte do trabalho agrícola seja realizado por aposentados e avós. O arroz é produzido principalmente para consumo familiar, com a produção excedente vendida a cooperativas agrícolas locais. Há uma preocupação significativa de que essa tradição agrícola se perca nas gerações subsequentes, pois os membros mais jovens da família optam por não cultivar ou se mudaram para cidades vizinhas e não estão disponíveis para as atividades agrícolas diárias. O tsunami teria inundado 93% dos campos de arroz de Shichigahama com a água salgada, tornando-os inutilizáveis por um período de tempo considerável. As implicações de longo prazo disso para a agricultura de Shichigahama não são claras.

### Central Térmica Sendai
A Central Térmica de Sendai está localizada em Yogasakihama, Shichigahama. A usina foi construída como uma usina termoelétrica a carvão com quatro turbinas geradoras, mas desde então foi convertida para funcionar com gás natural mais limpo. Três turbinas foram desativadas e a quarta foi redesenhada como um gerador de ciclo combinado movido a gás natural . O edifício também foi redesenhado com as chaminés de fumaça de carvão removidas para reduzir o perfil visual da cênica costa de Matsushima. A planta redesenhada começou a operar em 29 de julho de 2010. A planta pertence e é operada pela Tohoku Electric Power Company . Os funcionários geralmente são transferidos de outras fábricas da empresa e se mudam para a cidade temporária ou quase permanentemente.

### Indústria
Algumas fábricas estão localizadas em Toguhama, empregando moradores da cidade e também trabalhadores das vizinhas Shiogama e Tagajo. Os mais notáveis são o Sony Supply Chain Solutions Center, Yochan Foods Factory.

## Educação
Shichigahama tem duas escolas públicas de ensino fundamental e três escolas de ensino fundamental públicas administradas pelo governo municipal. A cidade não possui escola pública.

#### Escolas de ensino médio
- Escola Secundária de Shichigahama (七 ヶ 浜 中 学校)
- Escola Secundária Kōyō (向 洋 中 学校)

#### Escolas primárias
- Escola primária de Matsugahama (松 ヶ 浜 小学校)
- Escola primária de Ekiraku (赤 楽 小学校)
- Escola primária de Shiomi (汐 見 小学校)

A Escola Secundária de Shichigahama é apelidada de "Nana-chu" e a Escola Secundária Kōyō é apelidada de "Koyo-chu". Os alunos são matriculados em uma escola com base na localização da casa de sua família. Portanto, o Shiomi Elementary alimenta os alunos com o Koyo-chu e o Ekiraku com o Nana-chu. Os alunos do Matsugahama são divididos entre as duas escolas de ensino médio.

## Transporte
Shichigahama não é servida por nenhuma estação ferroviária ou rodovia nacional. As estações ferroviárias mais próximas são a Estação Tagajō, a Estação Geba e a Estação Hon-Shiogama na Linha JR East Senseki . Um ônibus local chamado Guririnko (ぐ り り ん こ) também circula por Shichigahama e vai de e para as estações de Tagajō e Hon-Shiogama. Várias outras linhas de ônibus param dentro da cidade, principalmente nos bairros Shiomidai e Shiomidai Minami, que também oferecem serviço para as estações ferroviárias próximas.

## Atrações turisticas

### Esportes e Lazer
- Aquarena - é um moderno centro de lazer localizado no centro de Shichigahama. O Aquarena contém uma sala de ginástica principal com assentos de arena, uma pista de corrida coberta ao redor da academia, aparelhos de musculação e exercícios aeróbicos, um centro de hidroterapia (uma piscina para caminhadas) e um restaurante. Abaixo do Aquarena fica o Estádio de Futebol Shichigahama (七 ヶ 浜 サ ッ カ ー ス タ ア ム) com um gramado bem cuidado e uma arquibancada para 2.300 espectadores. O estádio hospeda um pequeno número de times de clubes amadores, como Sony Sendai, e torneios escolares. Ao lado do estádio de futebol estão os campos de jogos da cidade (七 ヶ 浜 ス ポ ー ツ 広 場), que têm um campo de futebol de cascalho, campo de beisebol e quadras de tênis de quadra dura.
- International Village (国際村, Kokusaimura)  - uma instalação pública que recebe eventos e shows temáticos locais e internacionais. Esta instalação recebe o nome do nome original do resort Takayama. Como muitas outras cidades no Japão, Shichigahama emprega vários professores assistentes de línguas internacionais para trabalhar nas três escolas primárias e duas escolas secundárias da cidade, auxiliando nas aulas de inglês. Mais incomum para seu tamanho, a cidade também emprega dois Coordenadores de Relações Internacionais (CIR) do Programa JET para trabalhar na International Village, coordenando eventos e apoiando o relacionamento de cidades irmãs.
- Colônia Takayama - um resort de verão para missionários estrangeiros que foi estabelecido em 1889 quando a cidade arrendou as terras para a colônia. A colônia está localizada em uma colina cercada com vista para as praias de Azukihama e Shobutahama e tem um cemitério de estrangeiros.

## Cidades irmãs
- USA – Plymouth, Massachusetts desde 3 de outubro de 1990.[8]

## Galeria de Imagens

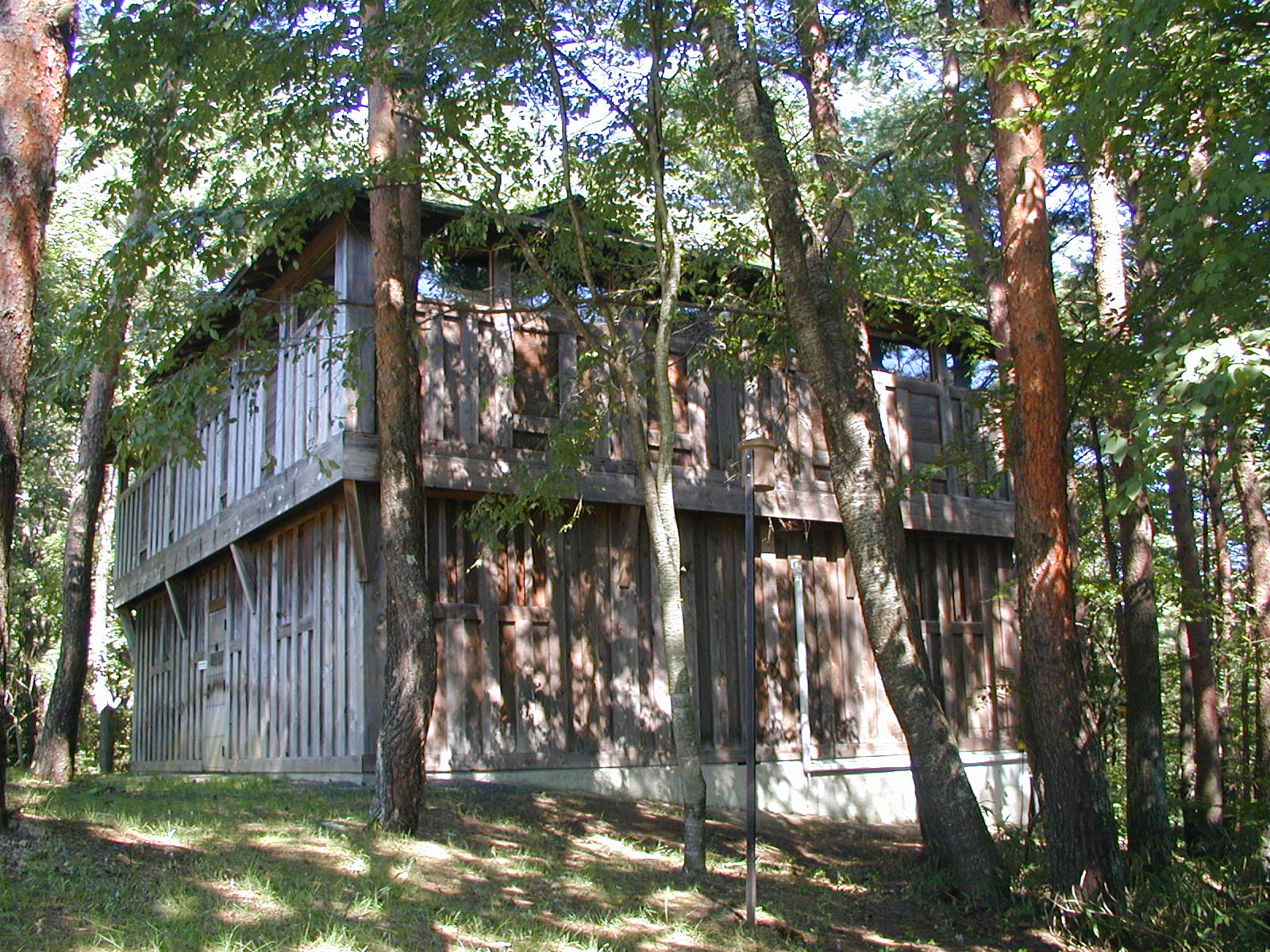
Plymouth House em Kokusaimura, modelando após a recriada Primeira Igreja Paroquial em Plimoth Plantation.
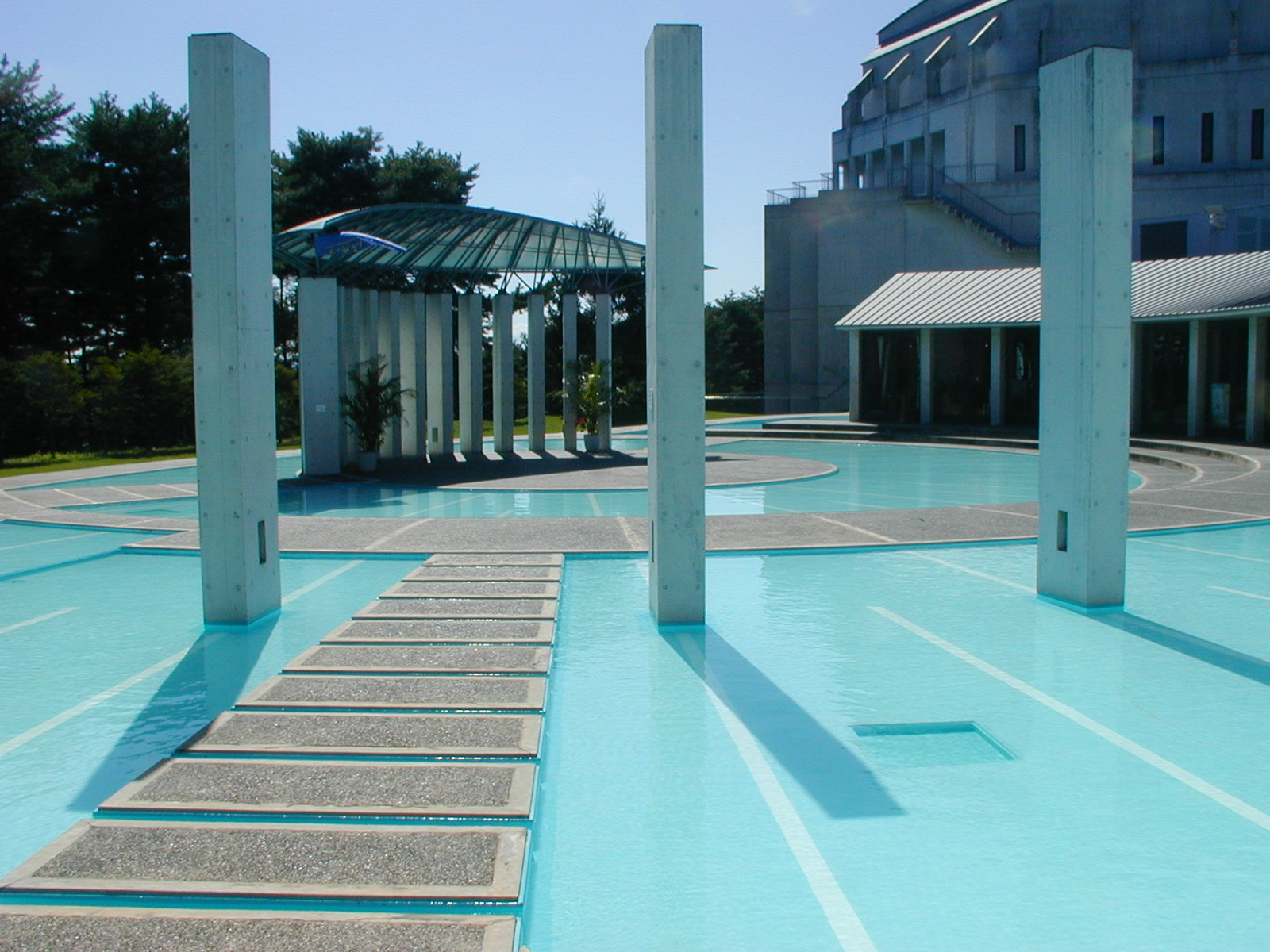
Anfiteatro de Kokusaimura
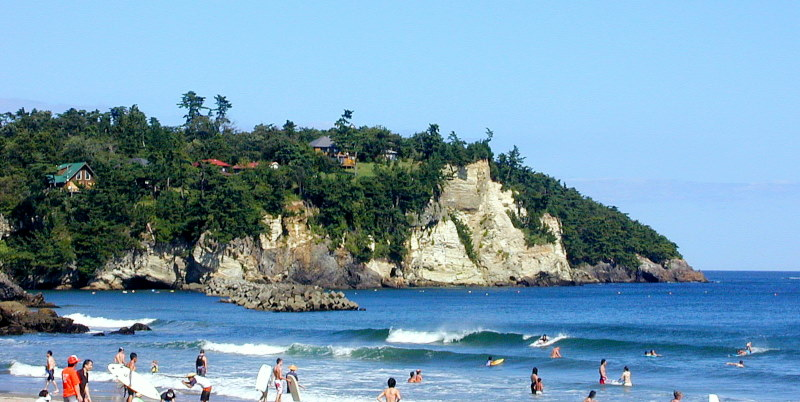
Colônia Takayama e praia de Azukihama